# Roofinsect

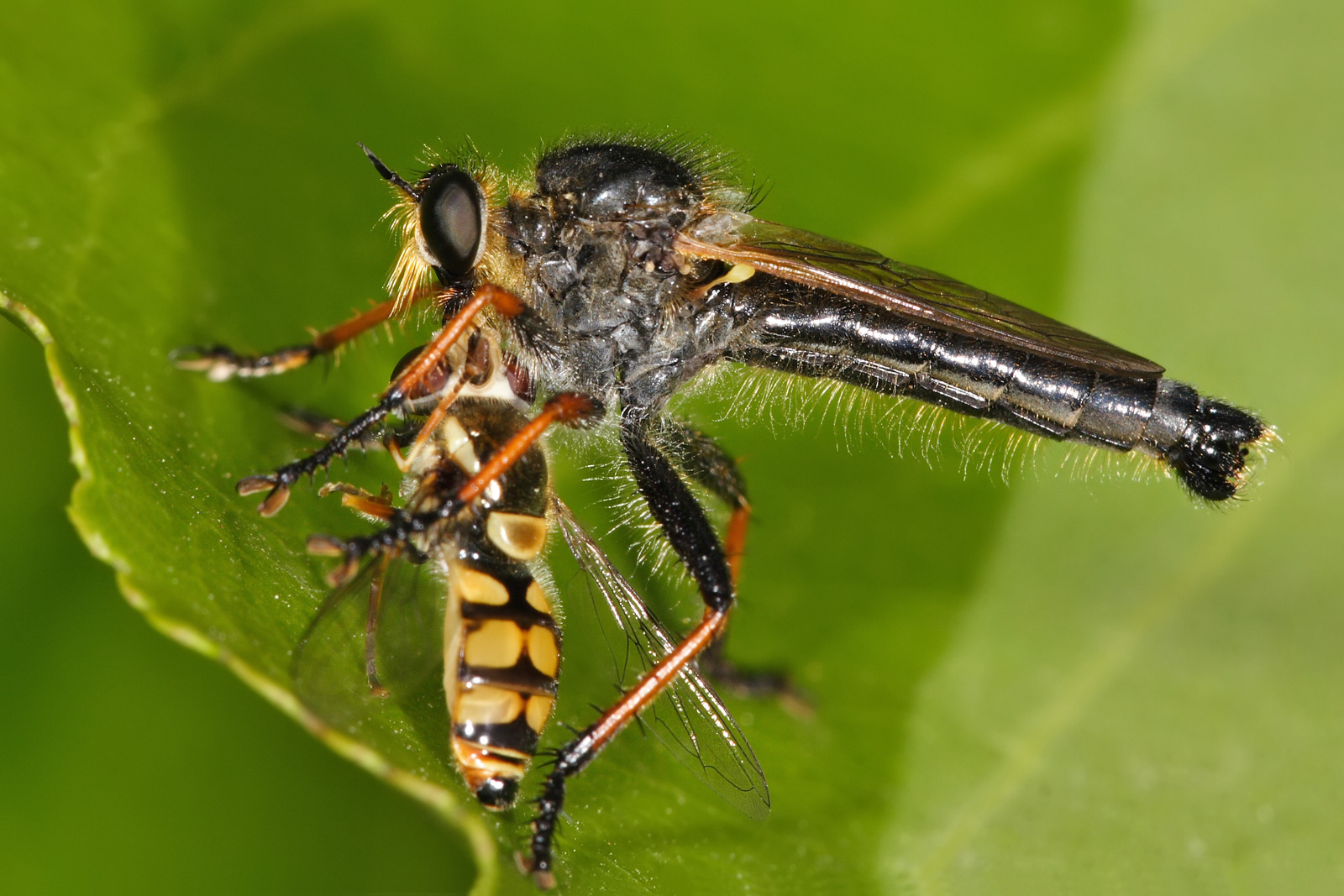
Roofvlieg met zweefvlieg als prooi

Een roofinsect is een insect dat leeft van andere dieren. Het is een informele term en heeft niets met een bepaalde groep of familie van insecten te maken.
Er zijn zowel wantsen, vliegen, kevers als sprinkhanen die carnivoor zijn, en ook insecten uit andere families. Er zijn maar weinig ordes waarbij alle soorten op levende prooien jagen, zoals de bidsprinkhanen (Mantodea), die overigens niet verwant zijn met de sprinkhanen. Bij families is de vleesetende levenswijze vaak terug te zien in de familienaam, bijvoorbeeld roofvliegen of roofwantsen. Roofinsecten hebben vaak aanpassingen om prooien te kunnen grijpen en doden, zoals grote kaken (kevers), vangpoten met weerhaakjes (bidsprinkhanen) of stekende monddelen (vliegen). Grotere soorten roofinsecten schromen niet om ook kleine gewervelden als knaagdieren en hagedissen te eten. Insecten zien slecht en de rovende soorten pakken alles wat beweegt maar niet te groot is.
Het aantrekken van roofinsecten vormt een aspect binnen de permacultuur. De larven van zweefvliegen bijvoorbeeld eten bladluizen, die zo natuurlijk onder controle worden gehouden in de (moes)tuin. Bloemenborders, insectenhotels en specifieke planten zoals de smeerwortel, paarse morgenster en Roomse kervel trekken roofinsecten aan.